# Wiesloch

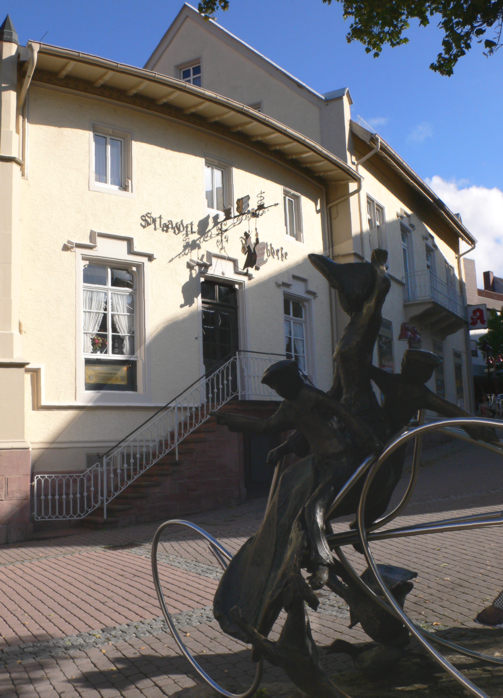
Pierwsza stacja benzynowa na świecie, pomnik Berthy Benz

Wiesloch – miasto w Niemczech, w kraju związkowym Badenia-Wirtembergia, w rejencji Karlsruhe, w regionie Rhein-Neckar, w powiecie Rhein-Neckar, siedziba wspólnoty administracyjnej Wiesloch. Leży ok. 12 km na południe od Heidelbergu, przy autostradzie A6, drogach krajowych B3 i B39.

## Współpraca
- Stany Zjednoczone: Sturgis
- Portugalia: Amarante
- Francja: Fontenay-aux-Roses
- Polska: Ząbkowice Śląskie

## Osoby związane z miastem
- Georg Schweinfurth, etnolog
- The Busters, zespół muzyczny